# Fase anal
La fase anal o fase analsàdica designa un concepte elaborat per Sigmund Freud inclòs en la seua teoria del desenvolupament psicosexual. «Segons Freud, és la segona fase de l'evolució libidinal, que pot situar-se aproximadament entre 2 i 4 anys; es caracteritza per una organització de la libido sota la primacia de la zona erògena anal; la relació d'objecte està impregnada de significacions unides a la funció de defecació (expulsió-retenció) i al valor simbòlic de la femta. S'hi veu afirmar-se el sadomasoquisme en relació amb el desenvolupament del domini muscular».
La fase anal en psicologia és un terme emprat per Sigmund Freud per a descriure el desenvolupament infantil durant el segon i tercer any de vida, en què el xiquet o xiqueta sent plaer, i el conflicte se centra en l'àrea anal. Aquesta etapa s'exemplifica en el plaer de l'infant de controlar-se els intestins.
Quan l'habilitat de controlar l'esfínter anal madura (2-3 anys), l'atenció del xiquet o xiqueta passa de la zona oral a l'anal. Aquesta és la segona pulsió esmentada per Freud com a part del creixement psicosexual infantil. D'acord amb la teoria freudiana, la incapacitat de resoldre els conflictes que es presenten en aquesta etapa pot causar una fixació retentiva o expulsiva anal.
El concepte de fixació es dona quan hi ha un excés de gratificació en aquesta etapa, i això desenvolupa una personalitat molt desorganitzada o, per contra, quan la gratificació no s'hi dona, crea un individu summament organitzat.